# بنیامینو سگره
بنیامینو سگره (به ایتالیایی: Beniamino Segre) (زاده ۶ فوریه ۱۹۰۳ در تورین – در گذشته ۲۲ اکتبر ۱۹۷۷ در فراسکاتی) ریاضیدان اهل ایتالیا بود که در زمینه‌های بسیاری از ریاضیات از هندسه جبری و هندسه تصویری تا هندسه دیفرانسیل و نظریه تابع ها فعالیت می‌کرد.

## زندگی و کارنامه
سگره در تورین در نزد جوزپه پئانو، گوییدو فوبینی، جینو فانو و کورادو سگره تحصیل ریاضیات را آغاز کرد. سپس در تحت سرپرستی کورادو سگره (که تنها یک نسبت دور فامیلی با او داشت) درجه دکتری ریاضیات را دریافت کرد. پس از آن یک‌چند به عنوان دستیار در همان دانشگاه ماند و سپس به پاریس به نزد الی کارتان رفت. پس از مدتی به عنوان دستیار سوری - که مکتب هندسه جبری ایتالیا را به همراه فدریگو انریکوئس و گوییدو کاستلنوو رهبری می‌کرد - به دانشگاه رم رفت و سپس به درجه استادی در دانشگاه بولونیا رسید ولی این مقام را سپس در سال ۱۹۳۱ به دلیل نصب یهودیش از دست داد و ناچار به انگلستان رفت و در سال ۱۹۴۲ به کمک لوییس مردل که به ریاضیدانان جنگ‌زده بسیاری کمک میکرد کاری در دانشگاه منچستر پیدا کرد. در ۱۹۴۶ دوباره به استادی دانشگاه بولونیا رسید و در سال ۱۹۵۰ به عنوان جانشین سوری به رم بازگشت.
سگره به پژوهش درباره بخش‌های گوناگون هندسه مشغول بود. برای نمونه او به هندسه جبری و همچین پرسش های ترکیبیاتی درباره هندسه روی میدان‌های متناهی پرداخت. او قضیه‌ای را که به نام خود او قضیه سگره نامیده میشود درباره رده‌بندی مقاطع مخروطی در یک صفحه تصویری متناهی دوسارگ به اثبات رساند. سگره در سال ۱۹۵۴ در کنگره جهانی ریاضیدانان در آمستردام با «موضوع هندسه روی یک چندگونای جبری» سخنرانی کرد و همچنین در سال‌های ۱۹۵۸ و ۱۹۵۰ در این کنگره به عنوان سخنران مدعو حضور داشت.